# Tillandsia crenulipetala
Tillandsia crenulipetala är en gräsväxtart som beskrevs av Carl Christian Mez. Tillandsia crenulipetala ingår i släktet Tillandsia och familjen Bromeliaceae. Inga underarter finns listade i Catalogue of Life.